# هيئة مطارات الهند

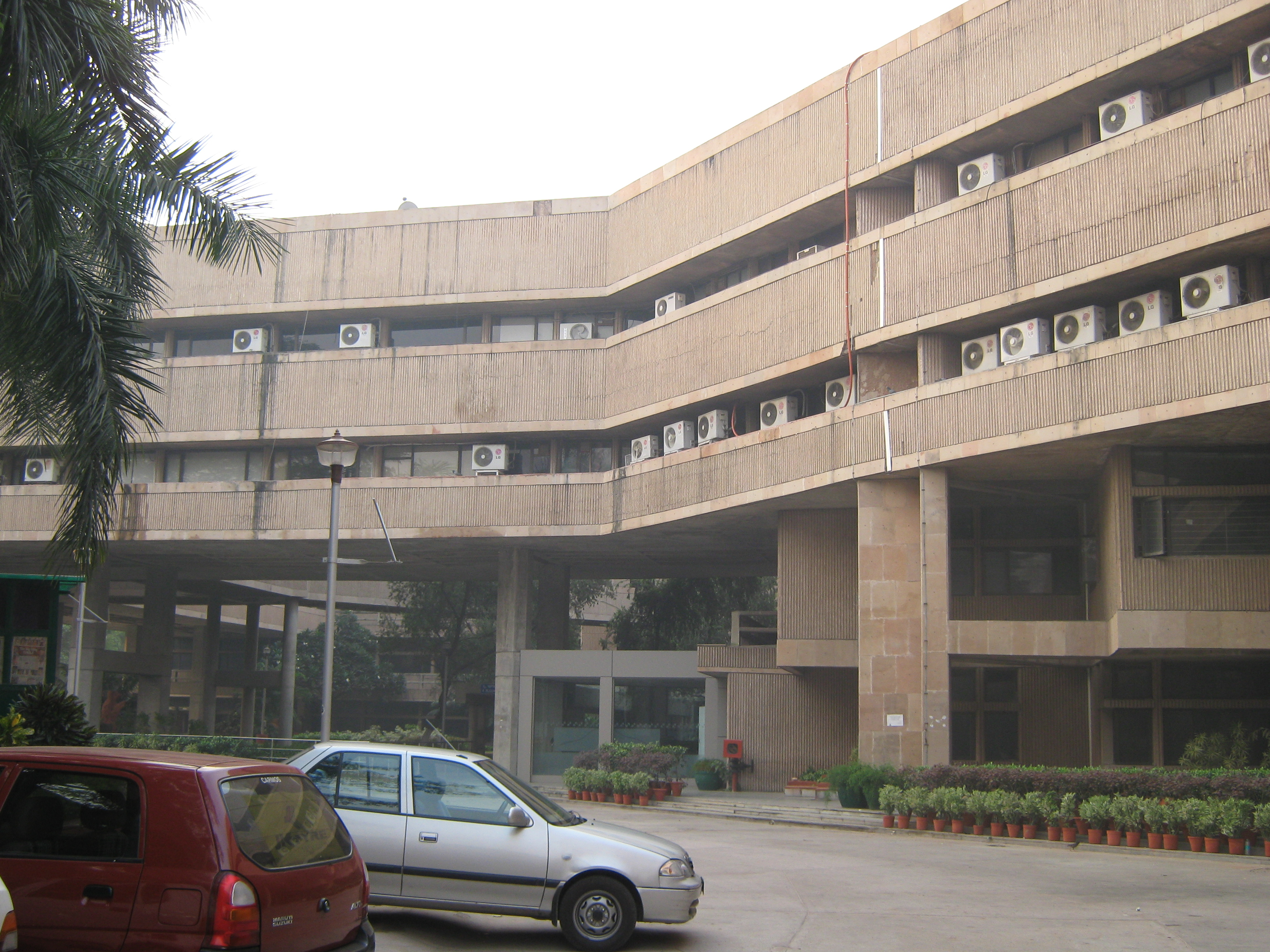
راجيف غاندي بهاوان

هيئة المطارات في الهند أو (AAI) هي هيئة قانونية (تم إنشاؤها من خلال قانون هيئة المطارات في الهند، في عام 1994) تعمل تحت اختصاص المديرية العامة للطيران المدني، وزارة الطيران المدني، حكومة الهند، وهي مسؤولة عن إنشاء وترقية وصيانة وإدارة البنية التحتية للطيران المدني في الهند. وهي توفر خدمات مراقبة الملاحة / إدارة الحركة الجوية (CNS / ATM) عبر المجال الجوي الهندي والمناطق المحيطية المجاورة. تدير الهيئة حاليًا ما مجموعه 137  مطارًا ، بما في ذلك 23 مطارًا دوليًا و 10 مطارات جمركية و 81 مطارًا محليًا و 23 جيبًا مدنيًا في مطارات الدفاع. تمتلك الهيئة أيضًا منشآت أرضية في جميع المطارات و 25 موقعًا آخر لضمان سلامة عمليات الطائرات. تغطي AAI جميع المسارات الجوية الرئيسية فوق اليابسة الهندية عبر 29 منشأة رادار في 11 موقعًا جنبًا إلى جنب مع 700 تركيبات VOR / DVOR الموجودة في نفس الموقع مع معدات قياس المسافة (DME). يتم تزويد 52 مدرجًا بتركيبات نظام الهبوط الآلي (ILS) مع مرافق الهبوط الليلي في معظم هذه المطارات ونظام تبديل الرسائل التلقائي في 15 مطارًا.